# Esquirol volador de Mindanao
L'esquirol volador de Mindanao (Petinomys mindanensis) és una espècie de rosegador de la família dels esciúrids. És endèmic de les Filipines, on viu a altituds d'entre 500 i 1.600 msnm. El seu hàbitat natural són els boscos primaris, tant de plana com de montà. És una espècie en risc mínim, és a dir, no sembla que hi hagi cap amenaça significativa per a la seva supervivència.